# Vanina Escudero
Vanina Escudero, (Buenos Aires, 1981) és un arquitecta, ballarina, artista, empresària i productora argentina. Des del 2020 resideix a Canelones, Uruguai.
Filla de Carmen i Enrique Escudero.
Es va rebre d'arquitecta i estudi de dansa. Participo de diverses bras de teatre com a artista, i també de diversos programes de televisió. Va ser tapa de diverses revistes com: Expertas, eSábado Show del diari El País Uruguai, Cuerpo y Mente, etc.
El 2014 a ràdio va conduir el programa La Siesta Inolvidable (La migdiada inoblidable), per l'emissora Radio Cero.
Des del 2015 al 2020 va tenir al costat del seu germana menor ballarina i artista Silvina Escudero van obrir una escola de dansa anomenada: "Estudio de Danzas Hermanas Escudero" (Estudi de Danses Germanes Escudero).

## Vida privada
El 2008 es casa amb l'actor i humorista uruguaià Álvaro Navia, són pares de dos fills: Benicio nascut el 2014, i Joaquina Navia nascuda el 2014.
El 2020 es muda amb la família a l'Uruguai i crea la seva empresa de producció.

## Televisió
- 2008 a 2011, Bailando por un sueño.
- 2012, Cantando por un sueño.
- 2019, Bailando por un sueño.
- 2022, MasterChef Uruguay Celebrity

## Teatre
- 2013,	Nada es imposible
- 2015, Los bañeros se divierten.